# II. Mihály kijevi nagyfejedelem
II. (Szent) Mihály Vszevolodics (oroszul: Михаил Всеволодович), (1179 – 1246. szeptember 30.) kijevi nagyfejedelem 1238-tól 1239-ig.
IV. Vszevolod és Anasztázia (II. Kázmér lengyel fejedelem leánya) fiaként született. Még gyermek volt, amikor egy bénító betegség tört ki rajta. Nagyapja, III. Szvjatoszláv sikertelenül próbálta meggyógyítani. Végül Szent Nyikita gyógyította meg. 1206-ban Perejaszlavl, 1219-től 1226-ig Novgorod-Szeverszk, 1223-tól 1226-ig és 1229-től 1230-ig csernyigovi, 1235-től 1236-ig halicsi fejedelem volt. 
A régészeti kutatások azt mutatják, hogy Csernyigov példátlan életű fellendülést élt át uralkodása alatt, ami azt jelenti, hogy erősen támogatta a kereskedelmet. 1238-ban Kijev nagyfejedelme lett, de a következő évben a mongolok miatt kénytelen volt menekülni a városból. Dániel Romanovics Volhíniába hívta. (Nem sokkal később, 1240. december 6-án elesett Kijev.) Mihály később Volhíniából a lengyelországi Mazóviába ment, 1241 tavaszán visszatért Oroszországba. 1242-ben IV. Béla magyar király a leányát Mihály fiához, Rosztyiszlávhoz adta feleségül. Mihály örömmel fogadta ezt, mert egy majdani szövetséget remélt a kapcsolatból. Magyarországra lovagolt, de a királyi udvarban elutasították terveit. Csalódottan ment vissza az oroszországi Csernyigovba. 
1245-ben az Arany Horda akkori központjába, Szarajba utazott Batu kánnal tárgyalni. Mivel ott – mint keresztény ember – nem volt hajlandó meghajolni a mongolok által szentként tisztelt tűz és a pogány bálványok előtt, Batu kán agyontapostatta. Mihályt nemsokára mint mártírként kezdték tisztelni. Kultuszát az egyház 1547-ben hagyta jóvá.

## Fordítás
- Ez a szócikk részben vagy egészben  a   Michael of Chernigov című angol Wikipédia-szócikk fordításán alapul.  Az eredeti cikk szerkesztőit annak laptörténete sorolja fel. Ez a jelzés csupán a megfogalmazás eredetét és a szerzői jogokat jelzi, nem szolgál a cikkben szereplő információk forrásmegjelöléseként.